# 梁方
梁方（1443年—？），字惟義，廣東廣州府南海縣人，民籍。明朝政治人物。進士出身。

## 生平
廣東鄉試第六十五名。成化八年（1472年）壬辰科會試第八十九名，殿試登進士第二甲第十二名。

## 家族
曾祖父梁宗正，曾任訓導。祖父梁觀發。父亲梁璝。